# Natação nos Jogos Pan-Americanos de 2023 - 800 m livre feminino
A competição de 800 m livre feminino da natação nos Jogos Pan-Americanos de 2023 foi disputada em 23 de outubro no Centro Acuático Estadio Nacional, em Santiago, no Chile. No total, competiram 17 atletas de 13 Comitês Olímpicos Nacionais (CON).

## Calendário
Horário local (UTC-4).
| Data          | Horário | Fase  |
| ------------- | ------- | ----- |
| 23 de outubro | 17:23   | Final |

## Medalhistas
| Ouro   | USA Paige Madden     |
| Prata  | USA Rachel Stege     |
| Bronze | BRA Viviane Jungblut |

## Recordes
Antes desta competição, os recordes mundiais e dos Jogos Pan-Americanos da prova eram os seguintes:
| Tipo                             | Atleta             | Tempo   | Local          | Data                 |
| -------------------------------- | ------------------ | ------- | -------------- | -------------------- |
|                                  | USA Katie Ledecky  | 8m04s79 | Rio de Janeiro | 12 de agosto de 2016 |
| Recorde dos Jogos Pan-Americanos | USA Sierra Schmidt | 8m27s54 | Toronto        | 15 de julho de 2015  |

## Resultados

### Final
A final foi realizada em 23 de outubro.
| Pos. | Bateria | Raia | Atleta              | Nacionalidade                       | Tempo   | Notas |
| ---- | ------- | ---- | ------------------- | ----------------------------------- | ------- | ----- |
| 01 ! | 1       | 3    | Paige Madden        | USA Estados Unidos                  | 8:27.99 |       |
| 02 ! | 1       | 6    | Rachel Stege        | USA Estados Unidos                  | 8:28.50 |       |
| 03 ! | 1       | 5    | Viviane Jungblut    | BRA Brasil                          | 8:33.55 |       |
| 4    | 1       | 2    | Kristel Köbrich     | CHI Chile                           | 8:35.69 |       |
| 5    | 1       | 4    | Agostina Hein       | ARG Argentina                       | 8:39.72 |       |
| 6    | 1       | 1    | Delfina Dini        | ARG Argentina                       | 8:47.78 |       |
| 7    | 1       | 7    | Gabrielle Roncatto  | BRA Brasil                          | 8:47.83 |       |
| 8    | 3       | 4    | María Yegres        | VEN Venezuela                       | 9:01.12 |       |
| 9    | 1       | 8    | Laila Oravsky       | CAN Canadá                          | 9:05.45 |       |
| 10   | 3       | 5    | María Bramont-Arias | PER Peru                            | 9:12.96 |       |
| 11   | 3       | 7    | Harper Barrowman    | CAY Ilhas Cayman                    | 9:18.17 |       |
| 12   | 3       | 6    | Mahina Valvidia     | CHI Chile                           | 9:21.95 |       |
| 13   | 3       | 2    | Ariana Valle        | ESA El Salvador                     | 9:23.00 |       |
| 14   | 3       | 3    | Michell Ramirez     | HON Honduras                        | 9:36.50 |       |
| 15   | 2       | 3    | María Morales       | EAI Equipe de Atletas Independentes | 9:42.25 |       |
| 16   | 2       | 4    | Ayelet Battaglia    | PAR Paraguai                        | 9:57.08 |       |
| –    | 2       | 5    | Natalia Kuipers     | ISV Ilhas Virgens Americanas        | DNS     |       |

Legenda
| Recorde mundial                  | Recorde mundial (World record)               |                       | Recorde africano                      | Recorde africano (African) |                                           | Q | Classificado por posição (Qualified) |
| Recorde dos Jogos Pan-Americanos | Recorde pan-americano (Pan-American record)  | Recorde da América    | Recorde da América (Americas)         | q                          | Classificado por melhor tempo (Qualified) |   |                                      |
| Melhor marca do ano              | Melhor marca do ano (World leading)          | Recorde asiático      | Recorde asiático (Asian)              | DNS                        | Não largou (Did not start)                |   |                                      |
| Recorde nacional                 | Recorde nacional (National record)           | Recorde europeu       | Recorde europeu (European)            | DNF                        | Não terminou (Did not finish)             |   |                                      |
| Recorde pessoal                  | Recorde pessoal do atleta (Personal best)    | Recorde da Oceania    | Recorde da Oceania (Oceania)          | DSQ / DQ                   | Desclassificado (Disqualified)            |   |                                      |
| Recorde da temporada             | Recorde da temporada do atleta (Season best) | Recorde sul-americano | Recorde sul-americano (South America) | NM                         | Sem marca (No mark)                       |   |                                      |